# 巴特沃思山
70°42′S 66°45′E / 70.700°S 66.750°E
巴特沃思山（英語：Mount Butterworth）是南極洲的山峰，位於麥克羅伯特森地，處於湯森山以南9公里，屬於查爾斯王子山脈中阿拉米斯山脈的一部分，根據澳大利亞探險隊拍攝的空中照片繪入地圖，現時由南極條約體系管理。